# سد لس کاراکلس
سد لس کاراکلس (به اسپانیایی: Represa Los Caracoles) یک سد خاکی و نیروگاه برقابی در آرژانتین است که در استان سان خوآن، آرژانتین واقع شده‌است.